# George Nicol (libraire)
George Nicol (1740? – 1828) est un libraire et éditeur actif à Londres au XVIIIe siècle.
En 1781, il devient libraire du roi George III, poste qu'il occupe jusqu'en 1820. En 1785, il publie une édition améliorée du troisième voyage de James Cook. En 1786, il s'implique dans la Shakespeare Gallery de John Boydell et porte la responsabilité de la typographie. Lui et les autres membres du projet voulaient créer un type à la fois utilitaire et beau.

## Biographie

### Carrière
Nicol est né en Écosse, probablement en mai 1740 (ou peut-être en 1741),.
Vers 1769, il déménage à Londres et commence à travailler pour son oncle, David Wilson, à son magasin sur The Strand,. Plus tard, les deux hommes deviennent partenaires. Au printemps 1773, Nicol obtient suffisamment de succès pour recevoir la commission informelle du roi pour acheter des livres en son nom. Lors de la vente de la bibliothèque de James West, président de la Royal Society, d'autres libraires comme John Almon sont surpris lorsque Nicol décide d'acheter presque tous les livres disponibles imprimés par William Caxton. L'un d'eux a fait remarquer qu'« un Écossais avait gaspillé l'argent du roi en achetant de vieux livres en écriture gothique ». En fait, Nicol a reçu des instructions de George III de ne pas enchérir contre des acheteurs qui voulaient « des livres de science et de belles lettres pour leurs propres activités progressistes ou littéraires ».
Ses partenaires commerciaux et ses locaux changent au fur et à mesure que l'entreprise de Nicol prospère. Initialement, l'entreprise s'appelle Wilson and Nicol. Les deux noms sont apparus sur le catalogue publié en 1773 pour vendre la bibliothèque de Henry Sacheverell. Après la mort de David Wilson en 1777, la boutique de Nicol semble avoir été en activité au 441 The Strand de 1778 à 1788, et ne porter que le nom de Nicol à partir de 1781,. Nicol hérite de Wilson ses parts dans le Daily Gazetteer et s'intéresse de près au fonctionnement du journal, qui est publié jusqu'en 1797. En 1779, Nicol est nommé libraire à la Grande Armoire (en), un poste royal qu'il occupe pendant trois ans jusqu'à l'abolition de la Grande Armoire en 1782.
En 1787, Nicol déplace ses opérations vers l'ouest à Pall Mall, achetant le bâtiment du 51 Pall Mall le 26 février 1787 puis le 58 Pall Mall la même année. Il semble avoir utilisé le no 51 comme domicile et le no 58 comme librairie. En mai 1789, John et Josiah Boydell inaugurent leur Shakespeare Gallery au no 52 de la rue. En 1800, l'entreprise de Nicol est renommée George et William Nicol, probablement pour refléter l'implication du fils de George. Vers 1821, les opérations commerciales passent du 58 au 51 Pall Mall. Après que son père part en retraite en 1825, William continue l'entreprise sous les deux noms jusqu'en 1837, puis sous le seul nom de William Nicol de 1838 à 1855. De 1839 à 1855, l'activité de l'entreprise de William a lieu dans des locaux du 60 Pall Mall.
Parmi les nombreuses publications de Nicol figurent des comptes rendus officiels d'expéditions financées par le gouvernement. Parmi eux : A Voyage to the Pacific Ocean (« Un voyage dans l'océan Pacifique », 1784), le journal de bord des explorations de James Cook, publié quatre ans après la mort du navigateur, et le compte-rendu officiel de l'expédition malheureuse de George Macartney à l'occasion de la première mission diplomatique britannique en Chine en 1793, publié en 1795 sous le titre An Authentic Account of an Embassy from the King of Great Britain to the Emperor of China (« Un Compte-rendu authentique de l'Ambassade du roi de Grande-Bretagne à l'Empereur de Chine »).
George Nicol s'est marié deux fois. On sait peu de choses de son premier mariage, si ce n'est qu'il a donné naissance à un fils, William.

### Association avec les Boydell
Au milieu des années 1780, George Nicol développe une étroite amitié avec la famille du graveur et éditeur John Boydell. En novembre 1786, Nicol et Boydell font partie des convives au West Hampstead, domicile du neveu du graveur Josiah Boydell. C'est lors de ce dîner que germe l'idée du projet de la Boydell Shakespeare Gallery, dans lequel Nicol s'est fortement impliqué. Selon le récit de Nicol (publié de nombreuses années plus tard), l'idée d'une édition illustrée de Shakespeare était au moins en partie la sienne, et il l'avait déjà proposée dans sa jeunesse à David Garrick sans succès.

La police d'écriture Bulmer, version moderne de la police dessinée a modern revival of William Martin's design, commissioned by George Nicol for the Boydell Shakespeare.

Quoi qu'il en soit, Nicol participe avec enthousiasme à cette entreprise Shakespeare. Il semble que ce soit lui qui ait recruté William Martin, un typographe de Birmingham, pour couper le type de la nouvelle édition, lequel a d'abord travaillé chez Nicol à Pall Mall,. Pendant que Martin travaille sur la police de caractères, Nicol et Boydell rencontrent l'imprimeur William Bulmer, avec lequel ils établissent Bulmer et Nicol's Shakespeare Press au 3 Russell Court,. Avec la contribution de Nicol et Bulmer, Martin créé ainsi une police qui a si bien combiné l'utilité à la beauté que les experts l'ont d'abord considérée comme étant l'œuvre du maître continental Giambattista Bodoni. De nos jours, il y a eu une résurgence de cette police, connue sous le nom de Bulmer (en).
Le bibliographe Thomas Frognall Dibdin rapporte que malgré la satisfaction de Nicol et Bulmer à propos de la police de caractères, ils sont contrariés par la poursuite de comparaisons défavorables avec la production de Bodoni. Pour démontrer la qualité de leur nouvelle police de caractère, ils ont concocté un « joli faux » qu'ils ont appelé le Bodoni Hum. Bulmer assemble et imprime le De officiis de Cicéron sur quatre grandes pages in-octavo dans un style imitant la sortie de Bodoni. Faisant croire que le type était de Bodoni, Nicol a montré l'échantillon à divers clients, qui étaient tellement impressionnés par sa beauté qu'ils étaient impatients d'acheter des copies. Nicol leur a dit que « M. Bodoni avait un agent en ville ; et s'ils se tournaient vers le bas de la dernière page du spécimen, ils trouveraient son adresse ». Quand les clients tournaient la page, ils voyaient imprimé : « W. Bulmer and Co. Shakspeare Press »,. La nouvelle police de caractères a contribué à bâtir la réputation de l'imprimerie de Bulmer et Nicol, et la haute qualité de ses résultats a à son tour contribué à bâtir la réputation et la popularité des livres produits en Grande-Bretagne à la fin du XVIIIe siècle. Le partenariat de George Nicol avec Bulmer au sein de la William Buhner and Company (Shakespeare Printing-Office, Cleveland-Row, St. James) est officiellement dissous le 31 décembre 1819. Cependant, le fils de Nicol, William, dirige la presse de Bulmer de 1819 à 1835.
En plus de l'implication substantielle de Nicol dans la galerie Shakespeare en développement de Boydell, il a également une romance avec Mary Boydell, nièce de John et sœur de Josiah Boydell. Mary a fait une tournée en Europe avec son oncle et écrit un mémoire illustré du voyage. Elle a été décrite comme une beauté à l'époque et recherchée par plusieurs prétendants.[réf. nécessaire] Le 9 juillet 1787, alors que Nicol et Mary Boydell remontent Prince's Street (maintenant la section sud de Wardour Street) près de Leicester Square, le Dr John Elliot, un ancien prétendant, tire sur Mary avec deux pistolets attachés entre eux, sans gravité,. George Nicol et Mary Boydell se marient le 8 septembre 1787. Mary devient collectionneuse et écrivaine à part entière, et meurt le 21 décembre 1820 ; ses gravures sont achetées par le duc de Buckingham,. Nicol et son fils accompagnent Josiah et John North Boydell dans le cortège funèbre de John Boydell le 19 décembre 1804.

### Libraire et commissaire-priseur
En plus de publier et de vendre des livres, Nicol a également été bibliothécaire pour plusieurs aristocrates. Il était un ami du roi George III et des ducs John Ker (3e duc de Roxburghe) et Augustus FitzRoy (3e duc de Grafton). En 1812, après la mort du duc de Roxburghe, il travaille avec un collègue libraire, Robert Harding Evans (en), à la vente de la vaste bibliothèque du duc. Nicol a écrit le catalogue et organisé la vente aux enchères. La vente a duré 42 jours, rapporté 23 341 £ (les livres avaient été achetés pour 5 000 £) ; elle déclenche une véritable « bibliomania » et le Roxburghe Club est créé. Il s'agissait de la première expérience d'Evans en tant que commissaire-priseur, et l'énorme succès de la vente l'a poussé à devenir le premier commissaire-priseur de livres du début du XIXe siècle à Londres. Nicol et Evans collaborent à nouveau en 1815, à la vente de la bibliothèque du duc de Grafton.

### Fin de vie
George Nicol prend sa retraite en 1825 et Evans procède à la vente de sa bibliothèque de Nicol la même année,. Parmi les œuvres vendues, il y a la copie de la Bible de Gutenberg sur vélin qui est maintenant dans la Bibliothèque Huntington.
Après une longue maladie, Nicol meurt à son domicile de Pall Mall le 25 juin 1828. Lui et sa femme sont enterrés à l'église de St. Olave Old Jewry (en) de Londres,.